# 大杉雄太郎
大杉 雄太郎（おおすぎ ゆうたろう、1947年8月24日 - ）は、日本の元俳優・スタントマン・スーツアクター。本名同じ。広島県安芸郡船越町出身。元大野剣友会・丹波プロダクション所属。

## 略歴・人物
劇団青俳演技研究所卒業。高校卒業後の1967年3月、役者を目指して上京し、赤坂にあった芸能事務所に籍を置く。そこで殺陣を教えていた大野幸太郎にスカウトされ、1970年6月に大野剣友会に入門。1971年、大野剣友会のメンバーとして特撮テレビドラマ『仮面ライダー』に参加。主に怪人のスーツアクターを担当したが、番組後半からは『超人バロム・1』へ異動した中屋敷鉄也（現・中屋敷哲也）に代わり、主人公・仮面ライダー1号（いわゆる「新1号」）のスーツアクターを務めた。
高校生の時にボクシングを始め、プロのジムに練習生として所属していたこともある。『仮面ライダー』第12話ではボクサー役を演じ、1号役でもパンチを多用した力強いアクションが特徴である。
『仮面ライダー』の終盤ごろに、丹波哲郎が代表を務める「丹波プロダクション」に移籍し、番組を降板する。なお、移籍を機に芸名を「大杉 雄二」とするが、のちに本名に戻している。
丹波プロへの移籍後も『快傑ズバット』や『暴れん坊将軍』など、主に東映製作の特撮作品・時代劇にゲスト出演していたが、その後に俳優業を引退している。

## 出演

### テレビドラマ
- 仮面ライダー（1971 - 1973年、MBS） - 仮面ライダー新1号（第60話-第94話）[8]、怪人[注釈 3]、戦闘員、ボクサー（第12話）、実験用捕虜（第72話）、サソリトカゲス人間態（第81話） ほか多数
- 超人バロム・1（1972年、YTV） - 変電所所員（第2話）[注釈 4]、ガードマン（第13話） [注釈 5]
- ワイルド7 第23話「裏切りの星を撃て!」（1973年、NTV） - ブラック・スパイダー団員[注釈 6]
- 快傑ズバット 第4話「涙の敵中突破」（1977年、12ch） - ワルツ・リー
- ジャッカー電撃隊 第1話「4カード!! 切り札はJAKQ」（1977年、ANB） - 国際科学特捜隊日本支部隊員
- 吉宗評判記 暴れん坊将軍 第81話「姿なき勇士たち」（1979年、ANB） - 中川次郎左
- 必殺仕事人 第4話「主水は三途の川を避けられるか?」（1979年、ABC） - 同心杉井
- 獅子の時代（1980年、NHK） - 警察官

### 映画
- 仮面ライダー対じごく大使（1972年、東映）
- 日本沈没（1973年、東宝） - 航海士
- ノストラダムスの大予言（1974年、東宝）
- 女囚さそり 701号怨み節（1973年、東映）
- 砂の器（1974年、松竹）
- 砂の小舟（1980年、丹波企画）